# Cal Borrec
Cal Borrec o Cal Burrec, xai gros (en castellà Borrego) és una masia del poble de la Pedra, al municipi de la Coma i la Pedra, a la Vall de Lord (Solsonès).